# Shelby Cobra Daytona Coupé
La Shelby Cobra Daytona Coupé est un coupé basé sur le châssis de l'AC Cobra. 

## Caractéristiques
Elle a été construite pour la course automobile, en particulier pour battre les Ferrari 250 GTO en catégorie GT. Seulement six Daytona originales ont été construites entre 1964 et 1965. Peter Brock conçut la carrosserie de la Daytona, tandis que Bob Negstad conçut la suspension de la voiture. Grâce à sa forme aérodynamique, elle était beaucoup plus rapide que les Ferrari.

## Victoires en course

### 1964
- 12 Heures de Sebring (Classe GT)
- 24 Heures du Mans (Classe GT)
- Tourist Trophy du RAC

### 1965
- 2000 km de Daytona (Classe GT) (2e au général)
- 12 Heures de Sebring (Classe GT)
- Championnat du Monde Constructeurs (Classe GT)
- 1000 km de Monza (Classe GT)
- 1000 km du Nürburgring - ADAC (Classe GT)
- 12 Heures de Reims (Classe GT)
- Coupe de la Cité d'Enna Pergusa (Victoire) (Course réservée à la classe GT)
- 23 records de vitesse à Bonneville